# لوح كيش
لوح كيش هو لوحٌ من الحجر الجيري وجد في كيش. صنعت اللوحة في 3500 قبل الميلاد (مع بداية العصر البرونزي). الآن اللوح في متحف أشمولين في أكسفورد.
يلاحظ في الشكل الخارجي نوع من الكتابة المسمارية القديمة، ويمكن القول من أنها أقدم الوثائق البشرية حتى الآن، وعلى الرغم من ذلك، لا تزال هذه الكتابة بهيئة صورية نقية، وهي تمثل مرحلة الانتقال للكتابة المقطعية والكتابة المسمارية الصحيحة، في فترة «الآداب الأولى» في بلاد الرافدين ومصر القديمة من 3500 ق.م إلى 2900 بعد الميلاد. هذه الوثيقة تحدد بدقة كالوثيقية الأولى لحضارة بلاد الرافدين الأولى، وهي مع مئات من الوثائق تؤرخ لحوالي 32 قرناً قبل الميلاد وجدت في الوركاء، أول هذه الوثائق الوثائق المكتوبة باللغة السومرية وجدت في جمدت نصر، تؤرخ إلى 31 ق.م إلى 30 ق.م.